# جون كونينغهام (لاعب كرة قاعدة)
جون كونينغهام (بالإنجليزية: John Cunningham)‏ هو لاعب كرة قاعدة أمريكي، (ولد في مونتغومري في الولايات المتحدة 1892  م).